# LASER Airlines
LASER Airlines (legálně a oficiálně Línea Aérea de Servicio Ejecutivo Regional, CA) je regionální letecká společnost se sídlem v Caracasu ve Venezuele. Založena byla roku 1993 a pravidelný servis začala provozovat roku 1994. Provozuje pravidelné a osobní charterové služby ve Venezuele, Karibiku a Jižní Americe. Jeho hlavním uzlem je mezinárodní letiště Simóna Bolívara. Flotilu tvoří 4 letouny typu McDonell Douglas MD-81, 3 letouny typu McDonell Douglas MD-82 a 2 letouny typu McDonell Douglas MD-83. Dříve provozovaly 7 letounů typu Douglas DC-9 a 4 letouny typu McDonell Douglas MD-82, všechny byly prodány Red Air z Dominikánské republiky. Oba letouny MD-83, které provozují jsou, konverze z letounů MD-82 (změna typu motorů, zvětšení palivové nádrže). Průměrné stáří flotily je 34,3 let.[kdy?]